# Torneio Viña del Mar
Torneio Viña del Mar ("Copa Ciudad Viña del Mar" em castelhano) é um torneio internacional de futebol, de caráter oficioso, disputado desde 1976 na cidade chilena de Viña del Mar.

## Histórico
A competição foi criada pelo clube Everton (Viña del Mar), que sob a presidência de Antonio Martínez Ruiz havia formado uma grande equipe de futebol em 1976, e resolveu colocá-la à prova contra grandes clubes de outros países.
Depois de apenas duas edições nos anos 1970 (ambas vencidas por clubes brasileiros), o torneio foi recriado nos anos 1990 como promoção da prefeitura de Viña del Mar e mais recentemente foi organizado por empresas de marketing esportivo. As mudanças de patrocínio resultaram em alterações no nome da competição, que em 2001-02 se chamou "Copa Viva Viña", em 2004 "Copa Gato-Viña del Mar" e em 2005 "Copa Verano".
O torneio ocorre entre o final de janeiro e o início de fevereiro, na abertura da temporada do futebol chileno, e é sempre disputado no Estádio Sausalito, de Viña del Mar, a 120 km da capital Santiago, embora a edição de 2004 tenha transferido sua rodada final para Valparaíso, no estádio de Playa Ancha.
Em quase todas as disputas, seu formato foi o de um quadrangular eliminatório simples, com quatro jogos em duas rodadas duplas (duas semifinais, decisão do 3° lugar e final). Mas o primeiro torneio (1976) foi um triangular em um turno e o de 1998 teve 6 participantes, com dois grupos triangulares, semifinais e final. A edição de 2006 seguiria o modelo mais freqüente, mas a final entre Colo-Colo e Unión Española não foi disputada por falta de datas.
O Everton, clube anfitrião e único que disputou todas as edições, Universidad de Chile, e a Universidad Católica são os maiores vencedores do torneio, com 3 títulos cada um. O único clube estrangeiro a vencer duas vezes o Torneio de Viña del Mar é o Internacional, que levantou a taça nas duas únicas vezes em que foi convidado.

## Relação de vencedores
| Ano  | Campeão              | Vice                    | confronto         |
| ---- | -------------------- | ----------------------- | ----------------- |
| 1976 | Fluminense           | Unión Española          | 0 a 0 (1)         |
| 1978 | Internacional        | Everton                 | 1 a 0             |
| 1992 | Universidad de Chile | Everton                 | 3 a 1             |
| 1993 | Everton              | Cobreloa                | 0 a 0 - (2) 5 a 4 |
| 1995 | Everton              | Ferro Carril Oeste      | 0 a 0 - (2) 4 a 3 |
| 1998 | Colo-Colo            | Argentinos Juniors      | 2 a 1             |
| 1999 | Universidad Católica | Everton                 | 3 a 1             |
| 2000 | América de Cáli      | Universidad de Chile    | 1 a 1 - (2) 3 a 2 |
| 2001 | Internacional        | Universidad Católica    | 3 a 0             |
| 2002 | Universidad Católica | Cerro Porteño           | 5 a 0             |
| 2003 | Universidad Católica | Colo-Colo               | 2 a 1             |
| 2004 | Universidad de Chile | Colo-Colo               | 0 a 0 (1)         |
| 2005 | Olimpia              | Everton                 | 1 a 0             |
| 2006 | não finalizado       |                         |                   |
| 2007 | Universidad de Chile | Universidad Católica    | 1 a 1 - (2) 4 a 3 |
| 2008 | Everton              | Estudiantes de La Plata | 0 a 0 - (2) 3 a 2 |
| 2009 | Newell's Old Boys    | Everton                 | 0 a 0             |

- (1) Título decidido pelo retrospecto no torneio
- (2) Decisão por pênaltis

## Títulos por equipe
| Clube                   | País      | Títulos | Vices |
| ----------------------- | --------- | ------- | ----- |
| Everton                 | Chile     | 3       | 5     |
| Universidad Católica    | Chile     | 3       | 2     |
| Universidad de Chile    | Chile     | 3       | 1     |
| Internacional           | Brasil    | 2       | 0     |
| Colo-Colo               | Chile     | 1       | 1     |
| América de Cáli         | Colômbia  | 1       | 0     |
| Fluminense              | Brasil    | 1       | 0     |
| Newell's Old Boys       | Argentina | 1       | 0     |
| Olimpia                 | Paraguai  | 1       | 0     |
| Argentinos Juniors      | Argentina | 0       | 1     |
| Cerro Porteño           | Paraguai  | 0       | 1     |
| Cobreloa                | Chile     | 0       | 1     |
| Estudiantes de La Plata | Argentina | 0       | 1     |
| Ferro Carril Oeste      | Argentina | 0       | 1     |
| Unión Española          | Chile     | 0       | 1     |

## Títulos por país
| Estado    | Títulos | Vices |
| --------- | ------- | ----- |
| Chile     | 10      | 10    |
| Brasil    | 3       | 0     |
| Argentina | 1       | 3     |
| Paraguai  | 1       | 1     |
| Colômbia  | 1       | 0     |